# 石磊 (1931年)
石磊（1933年7月—2022年7月8日），陕西铜川人，中国人民解放军浙江省军区正军职离休干部，安徽省军区原政委。

## 生平
石磊1949年4月入伍，1953年3月加入中国共产党。历任宣传员、干事、军政治部组织处副处长、处长、师政治部主任、第一军政治部副主任、主任、浙江省军区副政委等职。
2022年8月1日，石磊因病于杭州逝世，享年91岁。讣告刊登在8月18日的《解放军报》。